# Уилсон, Питер (дипломат)
Питер Уилсон (англ. Peter Wilson) — британский дипломат. C августа 2017 по сентябрь 2020 года посол Великобритании в Нидерландах, с этого же момента постоянный представитель Великобритании в ОЗХО. Кавалер Ордена Святого Михаила и Святого Георгия (CMG)..

## Биография
Родился 31 марта 1968 года. Дипломатическую карьеру в Форин-офисе начал в 1992 с командировки в Пекин, где изучал китайский язык в Университете международного бизнеса и экономики. В 1995—1998 работал в британском посольстве в Пекине.
Работал в британских представительствах в структурах ЕС. В 2005—2006 политический советник посольства в Исламабаде, в 2007—2010 в Пекине. В 2013—2017 был помощником постоянного представителя Великобритании в ООН.
C августа 2017 года посол Великобритании в Нидерландах, с этого же момента постоянный представитель Великобритании в ОЗХО.

## Семья
Женат на португальском политике Монике Рома (Mónica Roma Wilson), с которой познакомился во время совместной работы от своих стран в структурах ЕС в Брюсселе. У них трое детей.